# 珊瑚橋
珊瑚橋（さんごばし）は、北上川に架かる鉄橋。所在地は岩手県北上市、国道107号の旧ルートにあたる（日高見橋完成後は市道に格下げ）。

## 概要
1908年（明治41年）、立花村の高舘徳次郎の出資により初代の木製の橋が建設された。橋の名称は、国見山の北尾根の珊瑚岳に由来するとされる。当初は協同組合により運営され、橋を渡るために通行料を必要とした。
木製の橋は北上川の増水などで流失と再建を繰り返していたため、また交通量の増加に対応するために、1933年（昭和8年）に現在の鉄橋に架け替えられた。

## データ

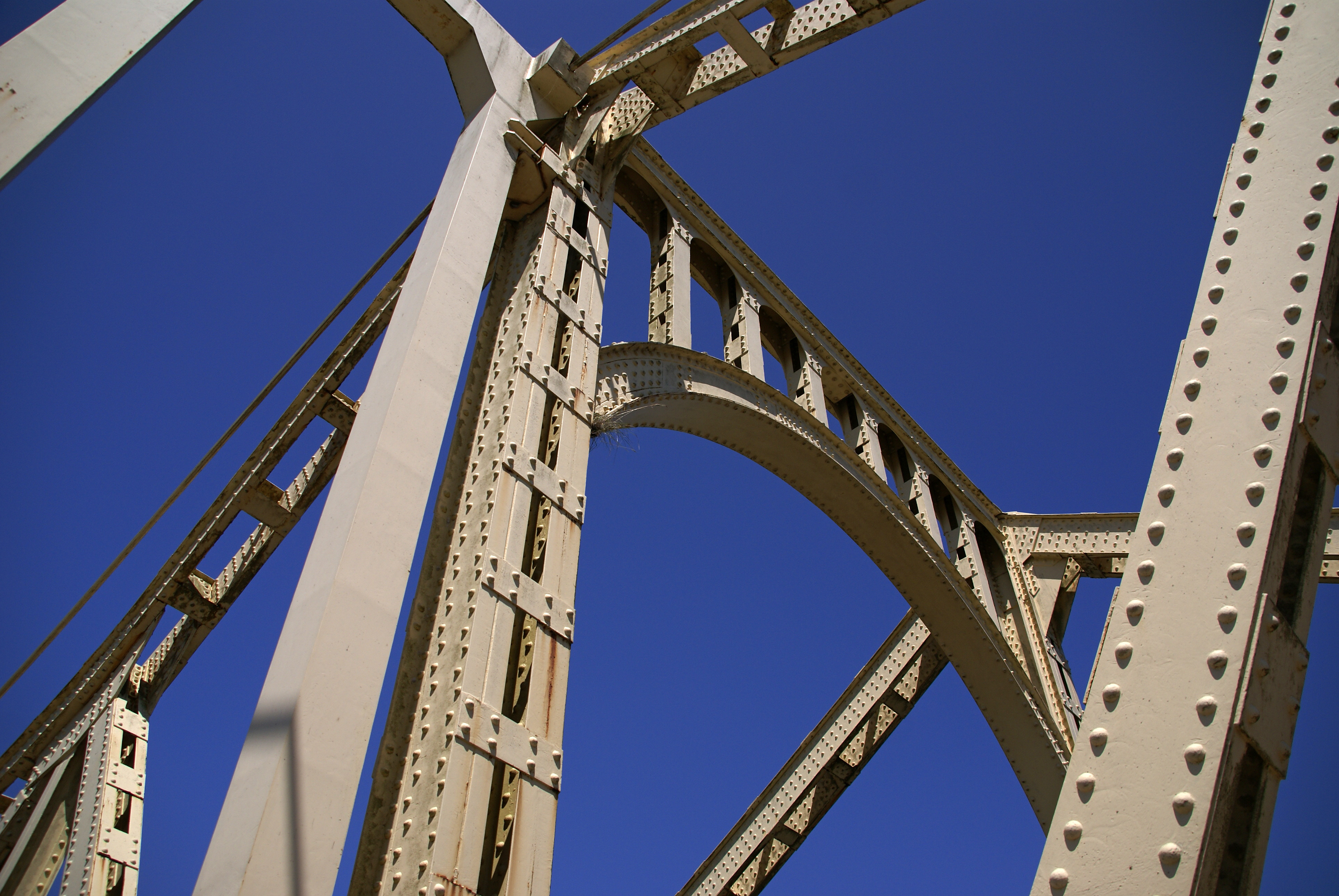
主塔

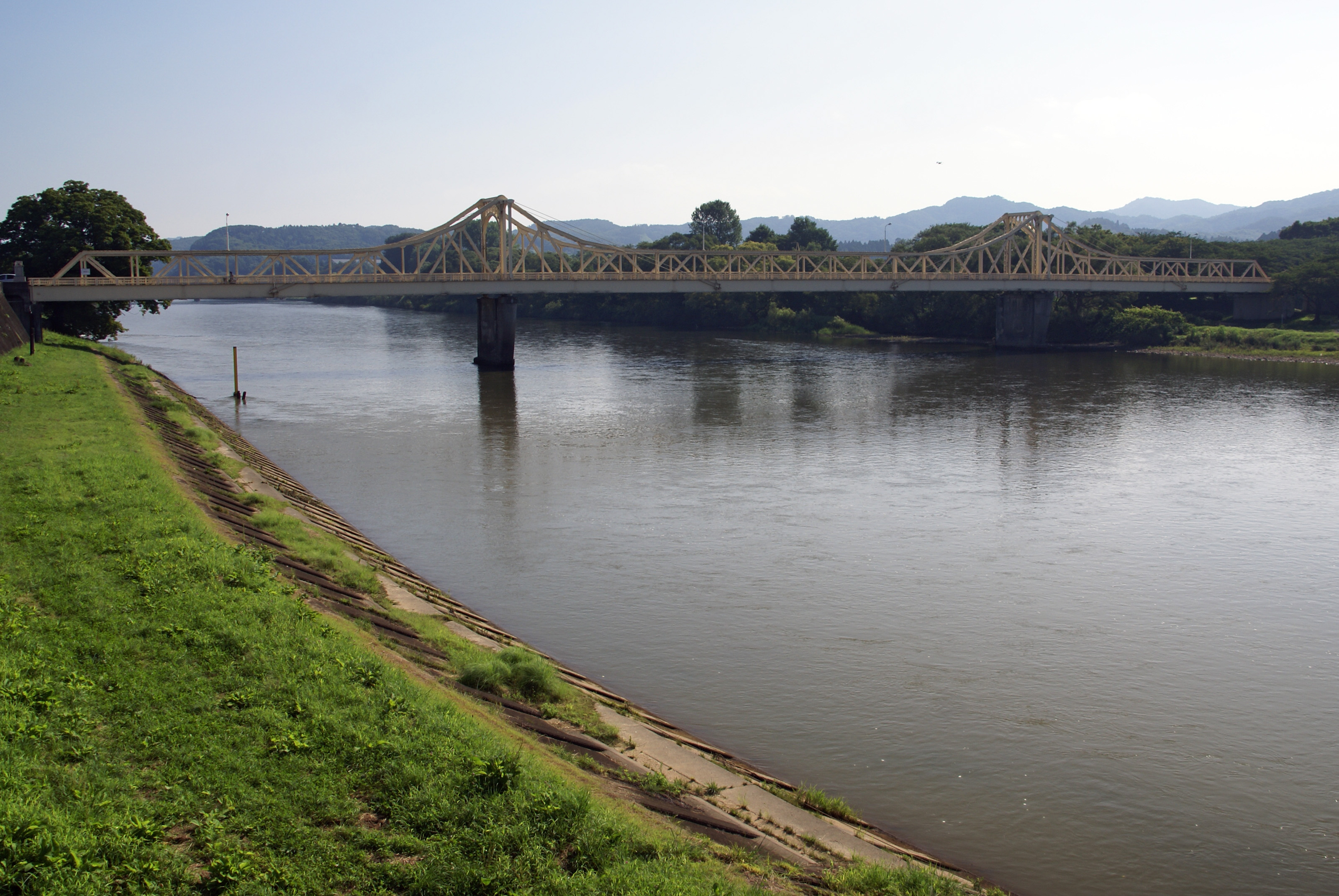
全景

- 形式 - 下路カンチレバートラス（ゲルバートラス）橋[1]
- 総鋼重 - 390.0 t
- 工事費 - 約20万円（当時）
- 1971年（昭和46年）歩道橋（鋼斜張橋）添架

## 交通アクセス
- 東北本線 北上駅より
  - おに丸号　口内線で、｢珊瑚橋｣下車。
  - 徒歩10分

## 周辺
- 展勝地
  - サトウハチロー記念館
  - みちのく民俗村
    - 北上市立博物館

  - 利根山光人記念美術館